# Liste der Monuments historiques in Lanthenans
Die Liste der Monuments historiques in Lanthenans führt die Monuments historiques in der französischen Gemeinde Lanthenans auf.

## Liste der Objekte
| Bezeichnung                 | Beschreibung                      | Standort                                 | Kennzeichnung | Schutzstatus | Datum | Bild |
| --------------------------- | --------------------------------- | ---------------------------------------- | ------------- | ------------ | ----- | ---- |
| Gemälde Anbetung der Könige | Ölfarbe auf Holz, bezeichnet 1626 | im Pfarrhaus (ehemaliges Priorat) (Lage) | PM25000850    | Classé       | 1981  |      |
| Glocke                      | Bronze, 1681 gegossen             | in der Kirche St-Germain (Lage)          | PM25000849    | Classé       | 1942  |      |
| Kreuzreliquiar              | Silber, 17. Jahrhundert           | in der Kirche St-Germain (Lage)          | PM25000848    | Classé       | 1901  |      |